# NGC 6929
NGC 6929 é uma galáxia espiral (S0-a) localizada na direcção da constelação de Aquila. Possui uma declinação de -02° 02' 12" e uma ascensão recta de 20 horas, 33 minutos e 21,6 segundos.
A galáxia NGC 6929 foi descoberta em 21 de Julho de 1827 por John Herschel.